# Comuna Jenîșkivți, Vinkivți
Jenîșkivți (în ucraineană Женишківці) este o comună în raionul Vinkivți, regiunea Hmelnîțkîi, Ucraina, formată din satele Hoholi și Jenîșkivți (reședința).

## Demografie
Componența lingvistică a comunei Jenîșkivți
     Ucraineană (96,58%)
     Rusă (3,19%)
     Alte limbi (0,23%)
Conform recensământului din 2001, majoritatea populației comunei Jenîșkivți era vorbitoare de ucraineană (96,58%), existând în minoritate și vorbitori de rusă (3,19%).